# 厄希
厄希，是匈牙利维斯普雷姆州所辖的一个村，总面积35.86平方公里，总人口2073，人口密度57.8人/平方公里（2010年1月1日）。